# 尼赫鲁港
尼赫鲁港為印度最大的貨櫃港。位於马哈拉施特拉邦孟买，經塔那河連結阿拉伯海。該港口為印度鐵路公司計劃中西方貨運專用走廊之終端站。